# Baranya Dávid
Baranya Dávid (Szolnok, 1986. január 29.) magyar táncművész.

## Pályafutása
Táncos karrierjét a Budapest Balett tánckarában kezdte és aktív résztvevője volt a társulat által szervezett turnéknak. Így jutott el Németországba, Svájcba, Franciaországba, Kanadába. 2006-ban az egyik vezető kereskedelmi televízió tehetségkutató versenyén harmadik helyezést ért el. Eddigi pályafutása alatt olyan koreográfusokkal dolgozhatott együtt, mint például Tihanyi Ákos, Barta Dóra és a világhírű Dennis Callahan. Jelenleg az Egyesült Államokban él és ott építi táncos karrierjét.

### Pályájának kezdete
Az általános iskola befejezését követően Budapestre költözött, és megkezdte tanulmányait a Talentum Táncművészeti Szakközépiskolában. Még a középiskola elvégzése előtt státuszt kapott a Budapest Balettnél, és egyéves szerződést ajánlottak fel számára. 2006-ban részt vett az egyik vezető kereskedelmi televízió tehetségkutató versenyén, ahol harmadik helyezést ért el. Részt vett a Vámpírok Bálja musical produkcióban, majd külföldön folytatta pályafutását.

### Magyarországon
A középiskolai évek alatt számtalan lehetőség kínálkozott, hogy gyakorolja szakmáját és minél több színházi előadáson vegyen rész.
- 2001-2002-ben két darabban szerepelt a Nemzeti Színház színpadán. A Peer Gynt (koreográfus: Román Sándor) és a Vihar című előadásokban.
- 2003-2005-ben a turnék határozták meg fellépéseinek helyszínét. A Budapest Balettel eljutott Ausztriába, Franciaországba, Kanadába, Németországba és Svájcba.
- 2005-ben szerepet kapott a Csillagvárta című Demcsák Ottó darabban.
- 2006-ban a Bolero, Carmina Burana, A városban és a Vivaldi: Négy évszak előadások résztvevője. Ebben az évben jelentkezett az egyik vezető televíziós társaság tehetségkutató versenyére, ahol harmadik helyezést ért el.
- 2007-ben Barta Dóra érdemes művész hívta meg vendégszereplésre Egerbe. Bolero/Tabula Rasa előadás résztvevője, szóló tánca az „Időzavar” címet viseli.
- 2007-2008-ban elnyerte a Vámpírok Bálja című musical egyik táncos főszerepét (Fehér Vámpír).
- 2008-ban kolléganőjével, Ujszászi Dorottya táncművésszel közösen állították színpadra első önálló kortárs táncestjüket, Egy test két lélek címen.
- 2008-ban két filmben vett részt: a Kaméleon és a Made in Hungaria című alkotásokban.
- 2010-ben ismét Budapesten lép színpadra a Vámpírok Bálja című musical táncos főszerepében (Fehér Vámpír).
- 2020-tól a TV2 Dancing with the Stars című táncos show-műsorában amatőr versenyzők profi táncpartnere volt.

### Külföldön
A Vámpírok Bálja című musical hatására 2008 januárjától Berlinbe hívták három hónap vendégszereplésre, majd 2008 szeptemberétől egyéves szerződést írt alá a nemzetközi Stage-Entertainment produkciós céggel.
- 2010-ben Oberhausenbe utazik és mint Fehér Vámpír lép a nagyközönség elé.
- 2010-ben újabb állomás várja, Stuttgart és folytatja vámpír szereplését.
- 2011-ben hazatér, de már utazik is tovább az Egyesült Államokba, hogy megkezdje próbaidejét a "Ballroom Fever" Produkcióban a Royal Caribbean Production-nál.
- 2012-ben ugyan ebben a produkcióban szerepel csak az úti cél más (Szingapúron keresztül - Ausztrália - Hawaii - Alaszka).

## Versenytánc

### Eredmények
- 2010 - Dancecomp 2010 Wuppertal - Adult "A" Latin: 5. helyezett
- 2008 - Országos Ranglista Bajnokság - Latin Táncverseny: 15. helyezett
- 2008 - IX. Bem kupa: 1 helyezett
- 2007 - MTASZ Országos Latin Táncverseny: 13. helyezett
- 2005 - Zágra Open: 8. helyezett
- 2005 - Nemzetközi, "B" kategóriás Táncverseny Magyarország: 3. helyezett
- 2005 - Budapesti Területei Táncverseny: 1 helyezett
- 2004 - Országos Ranglista Bajnokság - Latin táncverseny: 14. helyezett
- 2002 - Budapesti Területei Táncverseny: 1 helyezett